# تاغويغ
تاغويغ (بالإنجليزية: Taguig) هي مدينة كبرى من مدن الفلبين. يبلغ عدد سكانها 805 ألف نسمة وذلك حسب إحصائيات سنة 2015. يبلغ ارتفاعها عن سطح البحر قرابة 16.0 متر. تبلغ مساحتها 45.18 كم².

## معرض صور

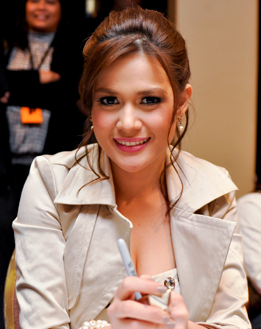
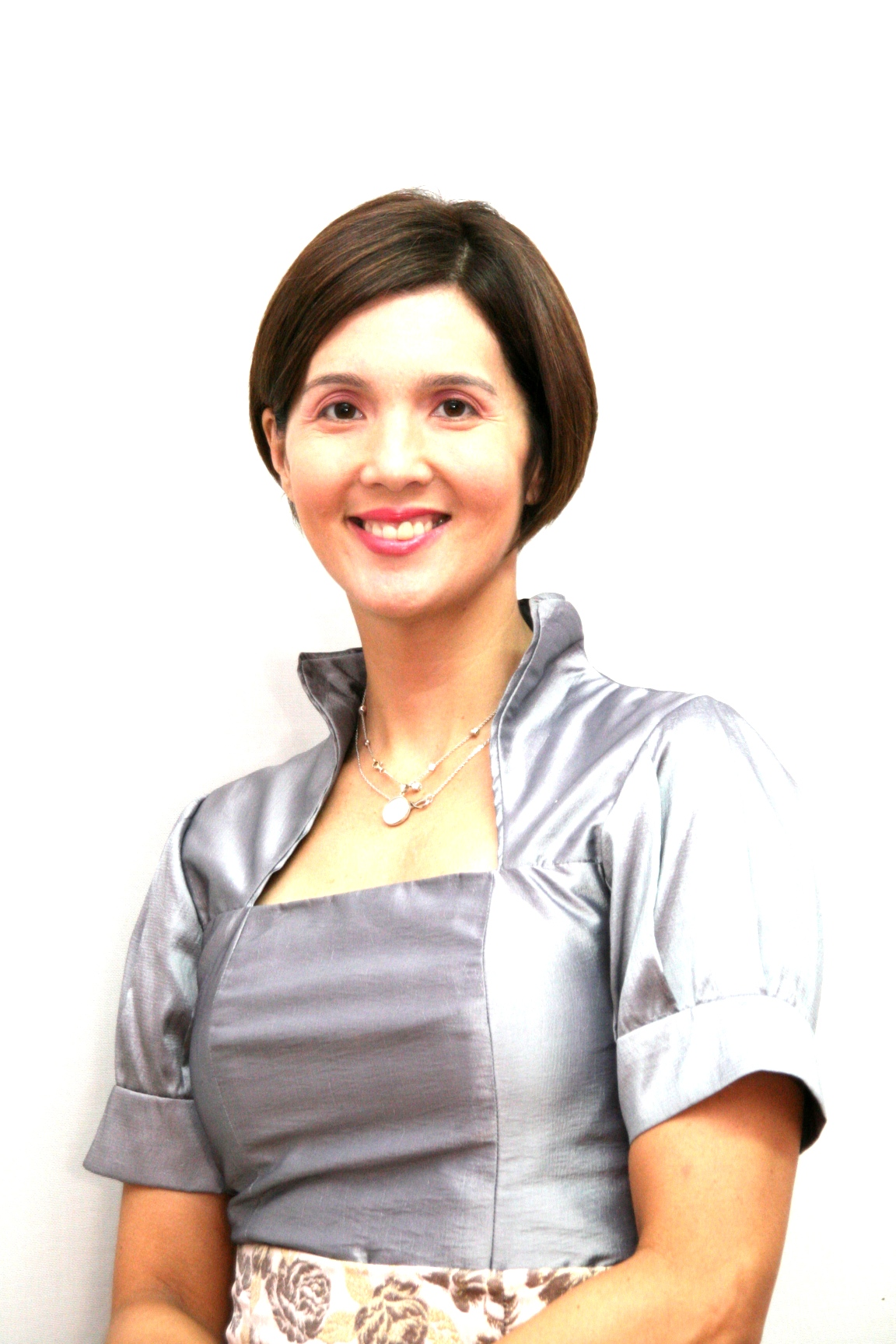
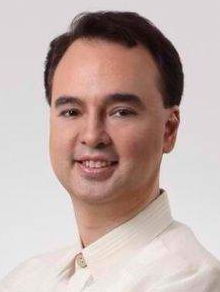

## أعلام
- آلان بيتر كايتانو
- سوتيرو لوريل
- إيان لاريبا
- جوزفين س. رييس
- جورج إلياس

## وصلات خارجية
- الموقع الرسمي